# Тляттыягун
Тляттыягун (устар. Тлятты-Ягун) — река в России, протекает по территории Сургутского района Ханты-Мансийского автономного округа. Устье реки находится в 273 км по левому берегу реки Тромъёган. Длина реки — 122 км, площадь водосборного бассейна — 1290 км². Высота истока — 93 м над уровнем моря. Высота устья — 56,8 м над уровнем моря.

## Притоки
- В 10 км от устья, по левому берегу реки впадает река Ультильпъягун.
- В 24 км от устья, по правому берегу реки впадает река Ай-Сухмитингъягун.
- В 30 км от устья, по левому берегу реки впадает река Сухмитингъягун.
- В 64 км от устья, по правому берегу реки впадает река Тлюгулюнгъягун.

## Данные водного реестра
По данным государственного водного реестра России относится к Верхнеобскому бассейновому округу, водохозяйственный участок реки — Обь от впадения реки Вах до города Нефтеюганск, речной подбассейн реки — Обь ниже Ваха до впадения Иртыша. Речной бассейн реки — (Верхняя) Обь до впадения Иртыша.